# Opolski Teatr Lalki i Aktora im. Alojzego Smolki

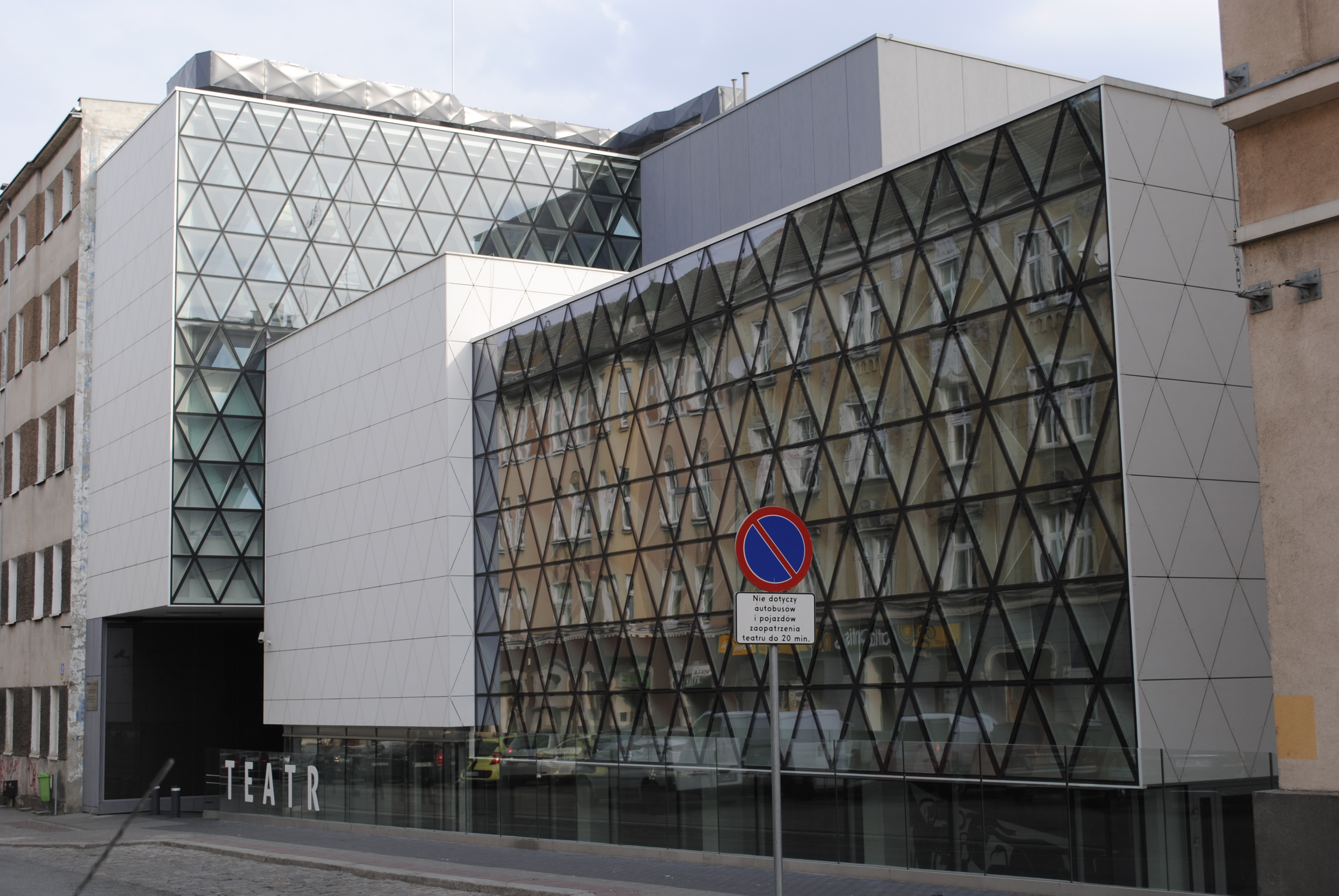
Opolski Teatr Lalki

Opolski Teatr Lalki i Aktora im. Alojzego Smolki – działa od 1993 r. jako samodzielny teatr, przedtem jako sekcja Teatru Dramatycznego.